# Karl Logan
Karl Logan – gitarzysta metalowego zespołu Manowar w latach 1994–2018.
26 października 2018, po upublicznieniu w mediach zarzutów dotyczących posiadania treści pedofilskich, opuścił zespół